# ふうちょう座ゼータ星
ふうちょう座ζ星（ふうちょうざゼータせい、ζ Apodis / ζ Aps）は、ふうちょう座の恒星で5等星。ガイア計画で観測された年周視差によると、太陽系から約300光年の位置にある。肉眼で見えるふうちょう座の恒星の中では最も北に位置しており、日本国内では沖ノ鳥島から視ることが可能である。